# Varmakelda
Die Varmakelda [ˈvaɹmaˌʧɛlda] (färöisch für „warme Quelle“) ist die einzige Thermalquelle der Färöer in der Nähe des Ortes Fuglafjørður auf Eysturoy.
Die Quelle befindet sich etwa vier Kilometer südlich von Fuglafjørður. Wenn man Kambsdalur passiert hat, zweigt links die alte Küstenstraße nach Leirvík ab, und nach etwa einem Kilometer liegt die ausgeschilderte Quelle zur Küste hin. Sie ist konstant 18 °C warm und zeugt von dem Vulkanismus, der einst die Färöer formte. (Siehe: Geologie und Geographie der Färöer.)
Vor Ort zu sehen ist der beschilderte Stein, der die Quelle markiert. Von dort fließt das Wasser unterirdisch bzw. von Gras verdeckt etwa 240 Meter den Hang hinab bis in den Atlantik. Eine offene warme Wasserquelle ist nicht zu sehen.
Seit dem Mittelalter rechnen die Färinger dieser Quelle besondere Heilkräfte zu: traditionell traf man sich hier zur Sommersonnenwende, um friedlich unter freiem Himmel zu tanzen und zu singen.
Alle zwei Jahre gibt es in Anlehnung an diese Tradition die Varmakeldustevna am ersten Juliwochenende (2007: 30. Juni und 1. Juli). Das ist ein Volksfest mit einer Regatta um die Meisterschaft im färöischen Rudersport.